# Alenka Trop Skaza
Alenka Trop Skaza (ur. 17 sierpnia 1964 w Celje) – słoweńska lekarz, epidemiolog i menedżer, od lutego do kwietnia 2014 minister zdrowia.

## Życiorys
Ukończyła szkołę średnią w Velenje, a w 1989 studia medyczne na Uniwersytecie Lublańskim. Specjalizowała się w epidemiologii, uzyskała magisterium, doktoryzowała się w 2002. Pracowała ośrodku zdrowia w Velenje, a następnie w instytucie zdrowia publicznego w Celje, kierowała tam oddziałem chorób zakaźnych. Występowała w mediach jako ekspertka w sprawach epidemiologii i szczepień. Była także prokurentem firmy Klima Ptuj, prowadzonej przez jej męża. W 2013 ubiegała się o stanowisko dyrektora szpitala w Ptuju. W styczniu 2014 została dyrektorem regionalnego oddziału NIJZ (narodowego instytutu zdrowia publicznego) w Celje. 
W lutym 2014 powołana na stanowisko ministra zdrowia w rządzie Alenki Bratušek. Podała się do dymisji po zaledwie miesiącu (według spekulacji medialnych miało to związek z działalnością biznesową jej męża i możliwym konfliktem interesów). Funkcję ministra pełniła do kwietnia 2014, kierowanie resortem przejęła wówczas premier Alenka Bratušek. Alenka Trop Skaza powróciła do pracy w NIJB.
Zamężna z przedsiębiorcą Smiljanem Tropem.